# Université d'État de Rogers
L'université d'État de Rogers (en anglais : Rogers State University ou RSU) est une université américaine située à Claremore, dans le comté de Rogers, au nord-est de l'État de l'Oklahoma.

## Source
- (en) Cet article est partiellement ou en totalité issu de l’article de Wikipédia en anglais intitulé « Rogers State University » (voir la liste des auteurs).